# Moncef Zekri
Moncef Zekri (Brussel, 20 september 2008) is een Marokkaans-Belgisch voetballer die onder contract ligt bij KV Mechelen.

## Clubcarrière
Zekri ruilde in 2023 de jeugdopleiding van STVV voor die van KV Mechelen. In januari 2025 stroomde hij er door naar het beloftenelftal, dat toen uitkwam in de Tweede afdeling. Op zijn zestiende wees hij AFC Ajax af voor een verlengd verblijf bij KV Mechelen. Op 10 mei 2025 maakte Zekri zijn officiële debuut voor het eerste elftal van KV Mechelen: op de achtste speeldag van de Europe Play-offs liet trainer Frederik Vanderbiest hem in het 0-0-gelijkspel tegen Standard Luik in de 76e minuut invallen.

## Clubstatistieken
| Seizoen         | Club             | Land            | Competitie           | Competitie | Competitie | Beker | Beker | Supercup | Supercup | Europees | Europees | Totaal | Totaal |
| Seizoen         | Club             | Land            | Competitie           | Wed.       | Dlp.       | Wed.  | Dlp.  | Wed.     | Dlp.     | Wed.     | Dlp.     | Wed.   | Dlp.   |
| --------------- | ---------------- | --------------- | -------------------- | ---------- | ---------- | ----- | ----- | -------- | -------- | -------- | -------- | ------ | ------ |
| 2024/25         | Jong KV Mechelen | Vlag van België | Tweede afdeling VV B | 6          | 0          | —     | —     | —        | —        | —        | —        | 6      | 0      |
| 2024/25         | KV Mechelen      | Vlag van België | Eerste klasse A      | 3          | 0          | 0     | 0     | —        | —        | —        | —        | 3      | 0      |
| 2025/26         | KV Mechelen      | Vlag van België | Eerste klasse A      | 3          | 0          | 0     | 0     | —        | —        | —        | —        | 3      | 0      |
| Carrière totaal | Carrière totaal  | Carrière totaal | Carrière totaal      | 12         | 0          | 0     | 0     | 0        | 0        | 0        | 0        | 12     | 0      |

Bijgewerkt op 9 augustus 2025.
1 De Wolf ·
2 Halhal ·
3 Marsà ·
4 Diouf ·
5 Teague ·
8 Konaté ·
11 Storm ·
14 Raman ·
15 Van Ingelgom ·
16 Schoofs ·
17 Belghali ·
19 Mrabti ·
20 Lauberbach ·
22 Mirás ·
23 Zekri ·
26 Makanza ·
27 Vanrafelghem ·
30 Baert ·
31 Willockx ·
33 Hammar ·
34 St. Jago ·
35 Bafdili ·
36 Yeboah ·
38 Antonio ·
40 Ouahabi ·
77 Pflücke ·
Coach: Vanderbiest
Assistent-coach: Van Handenhoven